# Abraham Back
Pour les articles homonymes, voir Back.
Ne doit pas être confondu avec Abraham Bäck.
Abraham Back (ou Bach) (né le 23 juillet 1878, Bucarest en Roumanie et mort le 3 juillet 1949, Nice) est un rabbin français, bibliothécaire à l'Alliance israélite universelle, et professeur au Séminaire israélite de France.

## Biographie
Abraham Back est né le 23 juillet 1878 à Bucarest, Roumanie,. Il est le fils du rabbin Aron Back, de Bucarest, et de Sara Bick. 
Abraham Back a 3 sœurs et 5 frères.

### Paris
En octobre 1897, à l'âge de 19 ans, Abraham Back arrive à Paris et entre au Séminaire israélite de France. Il y obtient en 1903 le diplôme de rabbin.
Il obtient sa naturalisation française par un décret en date  du 11 août 1914. Sa demande de naturalisation date de 1911, et le délai pour l'obtenir résultait de la difficulté d'obtenir l'acte de naissance de son père né en 1848 à Bucarest. Ce délai va influencer sa carrière, car il ne peut obtenir un poste de rabbin consistorial avant que sa naturalisation soit finalisée.
En 1912, il devient professeur de Talmud au Talmud Torah du Séminaire israélite de France (SIF). Puis avant 1914, il devient professeur au SIF et à l'École normale israélite orientale (ENIO) de l'Alliance israélite universelle (AIU) ainsi que bibliothécaire de l'AIU.

### Première Guerre mondiale
Il sert en tant qu'aumônier militaire: à Maubeuge, en 1914, et ensuite à Rennes avec la 10e Région, qui est impliquée en 1915 dans la bataille de Carency.

## Humour (Citation)
Le rabbin Abraham Back présente à son père le poète Edmond Fleg (1874-1963):
- C'est un grand écrivain juif: il s'occupe beaucoup de judaïsme!
- Il a bien raison: les actions du judaïsme sont tellement basses qu'elles ne peuvent désormais que remonter!